# NGC 5567
NGC 5567 est une galaxie lenticulaire relativement éloignée et située dans la constellation du Bouvier. Sa vitesse par rapport au fond diffus cosmologique est de 8 709 ± 29 km/s, ce qui correspond à une distance de Hubble de 128,5 ± 9,0 Mpc (∼419 millions d'al). NGC 5567 a été découverte par l'astronome britannique John Herschel en 1831.
La distance de Hubble de la galaxie PGC 2059846 (2MASX J14192476+3507427) voisine de NGC 5567 sur la sphère céleste est égale à 128,61 ± 9,0 Mpc (∼419 millions d'al), soit pratiquement la même que celle NGC 5567. Cette galaxie pourrait donc être la compagne de NGC 5567.